# Junya Ito (futbolista nacido en 1993)
Jun'ya Itō (伊東 純也 Itō Jun'ya?,  Yokosuka, Kanagawa, 9 de marzo de 1993) es un futbolista japonés que juega como delantero en el K. R. C. Genk de la Primera División de Bélgica.

## Selección nacional
Desde 2017 juega en la selección de fútbol de Japón.

### Participaciones en Copas del Mundo
| Mundial      | Sede  | Resultado        | Partidos | Goles |
| ------------ | ----- | ---------------- | -------- | ----- |
| Mundial 2022 | Catar | Octavos de final | 4        | 0     |

## Clubes
| Club                   | País    | Año       |
| ---------------------- | ------- | --------- |
| Ventforet Kofu         | Japón   | 2015      |
| Kashiwa Reysol         | Japón   | 2016-2020 |
| K. R. C. Genk (cedido) | Bélgica | 2019-2020 |
| K. R. C. Genk          | Bélgica | 2020-2022 |
| Stade de Reims         | Francia | 2022-2025 |
| K. R. C. Genk          | Bélgica | 2025-     |

## Estadística de equipo nacional
| Selección de Japón | Selección de Japón | Selección de Japón |
| Año                | Part.              | Goles              |
| ------------------ | ------------------ | ------------------ |
| 2017               | 3                  | 0                  |
| 2018               | 4                  | 2                  |
| 2019               | 10                 | 0                  |
| 2020               | 3                  | 0                  |
| 2021               | 9                  | 5                  |
| 2022               | 13                 | 2                  |
| 2023               | 8                  | 4                  |
| 2024               | 10                 | 1                  |
| 2025               | 2                  | 0                  |
| Total              | 62                 | 14                 |

## Palmarés

### Títulos nacionales
| Título               | Club          | País    | Año  |
| -------------------- | ------------- | ------- | ---- |
| Pro League           | K. R. C. Genk | Bélgica | 2019 |
| Supercopa de Bélgica | K. R. C. Genk | Bélgica | 2019 |
| Copa de Bélgica      | K. R. C. Genk | Bélgica | 2021 |